# شاهنامه امین
شاهنامه امین نام کتابی از سید حسن امین حقوق‌دان، فیلسوف، تاریخ‌دان، نویسنده، مترجم، شاعر و ادیب ایرانی و استاد بازنشستهٔ دانشگاه گلاسکو کالیدونیان در رشتهٔ حقوق بین‌الملل و مدیرمسئول ماهنامهٔ حافظ است که در سال ۱۳۹۷ منتشر شد. این کتاب به صورت نظم توأم با توضیحات منثور در مورد حماسه، تاریخ، ادبیات، فلسفه، فرهنگ، دین، حقوق و سیاست در تکمیل و تتمیم شاهنامه فردوسی توسط وی نوشته شده است.

## معرفی کتاب
شاهنامه امین توسط سید حسن امین شاهنامه فردوسی را به نظم و نثر، بازآفرینی، خلاصه، تحلیل و تفسیر نموده است. این اثر در هفت مجلد که هر جلد آن کتابی مستقلی است منتشر شده است. مفاهیم روزآمدی مانند آزادگی، جوانمردی، حقوق بشر و عدم تبعیض جنسیتی، قومی، زبانی و غیره در آن موج می‌زند و نگارنده علاوه بر بازآفرینی شاهنامه، تداوم تاریخ ایران و جهان را نیز در آن گنجانده و ادامه تاریخ ایران تا امروز را به سبک و سیاق فردوسی اما براساس تاریخ مستند هم به انجام رسانده است و می‌توان گفت دیباچه‌ای که بر جلد اول این اثر فاخر نگاشته شده است خود ارزش کتابی مستقل را دارد و سرشار است از مفاهیم و معانی دقیق و مهم ادبی، تاریخی و فرهنگی که ذهن خواننده را برای ورود به دریای نظم پیش رویش آماده می‌سازد.

## جلدها

### جلد اول
جلد اول درباب هستی‌شناسی، ایران‌شناسی، اساطیر و تاریخ ایران باستان و موقعیت آن در جهان آن روزگار تا سقوط سلسله ساسانیان است.

### جلد دوم
جلد دوم به تاریخ تمدن و فرهنگ ایران باستان پرداخته است.

### جلد سوم
جلد سوم تاریخ ادیان در ایران باستان و به صورت خاص متن گاتای زرتشت را به نظم فارسی امروز درآورده است.

### جلد چهارم
جلد چهارم است که شاهنامه امین وارد دوران تاریخ ایران پس از اسلام می‌شود و از حمله اعراب به ایران تا پایان خلافت عباسی را به رشته نظم درمی‌آورد.

### جلد پنجم
جلد پنجم این اثر دوره طولانی تاریخی از حمله مغول به ایران تا سال ۱۳۹۶ را پوشش می‌دهد

### جلد ششم
معرفی نام‌آوران تاریخی، علمی، فرهنگی، هنری، سیاسی، حقوقی و اقتصادی ایران زمین است.

### جلد هفتم
فهرست مشروح الفبائی مفهوم‌ها، آئین‌ها، اعلام تاریخی، و جغرافیائی ایران: نمایه دائرةالمعارفی سرشناسه‌های شاهنامه امین

## اهمیت کتاب
اهمیت این اثر را فارغ از اهمیت بی‌نظیر ادبی در عصر حاضر، باید در پرداختن به ابعاد مختلف تاریخ ایران در تمام ادوار دانست که در کمتر اثری اعم از منثور و منظوم دیده می‌شود. این کتاب در مقام بستر سازی برای نوزایی علمی و فرهنگی ایران و رنسانس ایرانی تدوین شده است. نگارنده این کتاب را به مناسبت هزارمین سال پایان یافتن سرایش شاهنامه فردوسی به حکیم ابوالقاسم فردوسی تقدیم داشته
| پژوهش بسی کردم و بررسی       |  | در این دانشی‌نامهٔ پارسی      |
| چو تاریخ و فرهنگ ما مردم است |  | همانا که «شهنامه» ی دوم است |